# 怒火：永世毀滅
《怒火：永世毀滅》是由KillPixel Games開發的第一人稱射擊遊戲，預定由3D Realms和1C Entertainment於2021年發行，對應Microsoft Windows、MacOS、Linux、PlayStation 4、Xbox One和任天堂Switch平台。遊戲採用改版雷神之鎚引擎，是約20年來首款採用該引擎的重要遊戲。